# Martta Kontula
Martta Kontula (20 de junio de 1908-20 de septiembre de 2006) fue una actriz, cantante y compositora finlandesa.

## Biografía
Su nombre completo era Martta Edit Maria Kontula, y nació en Kymi, actualmente parte de Kotka, Finlandia. 
Kontula estudió canto, entre otros, con Hanna Granfelt y Greta Aaltonen, y se formó como actriz en la Academia de Teatro de la Universidad de las Artes de Helsinki en 1930-1932. Inició su carrera en un teatro de la misma ciudad, el Helsingin Kansanteatteri. Fue una activa intérprete y cantante en espectáculos del género de la opereta, y actuó en escenarios de la capital así como de Víborg, Tampere y Pori hasta 1973.
Entre 1933 y 1960 actuó en un total de 18 películas, casi siempre con papeles de reparto. Su primera producción fue la dirigida por Georg Malmstén Pikku myyjätär (1933). Su última película, dirigida por Edvin Laine, fue Myöhästynyt hääyö (1960), aunque con posterioridad actuó en diferentes producciones televisivas.
Además de actuar, Kontula fue profesora de música y escribió, con el pseudónimo Martti, un total de diez canciones de tipo schlager, que interpretaron artistas como Harmony Sisters y Arvi Tikkala.
Por su trayectoria artística, Kontula fue premiada en 1958 con la Medalla Pro Finlandia.
Martta Kontula falleció en Helsinki, Finlandia, en el año 2006. Había estado casada con el actor Fritz-Hugo Backman entre 1934 y 1947. 

## Filmografía (selección)
- 1933 : Ne 45000
- 1938 : Paimen, piika ja emäntä
- 1957 : Vääpeli Mynkhausen
- 1960 : Skandaali tyttökoulussa
- 1960 : Myöhästynyt hääyö